# جودو در المپیک تابستانی ۲۰۲۰

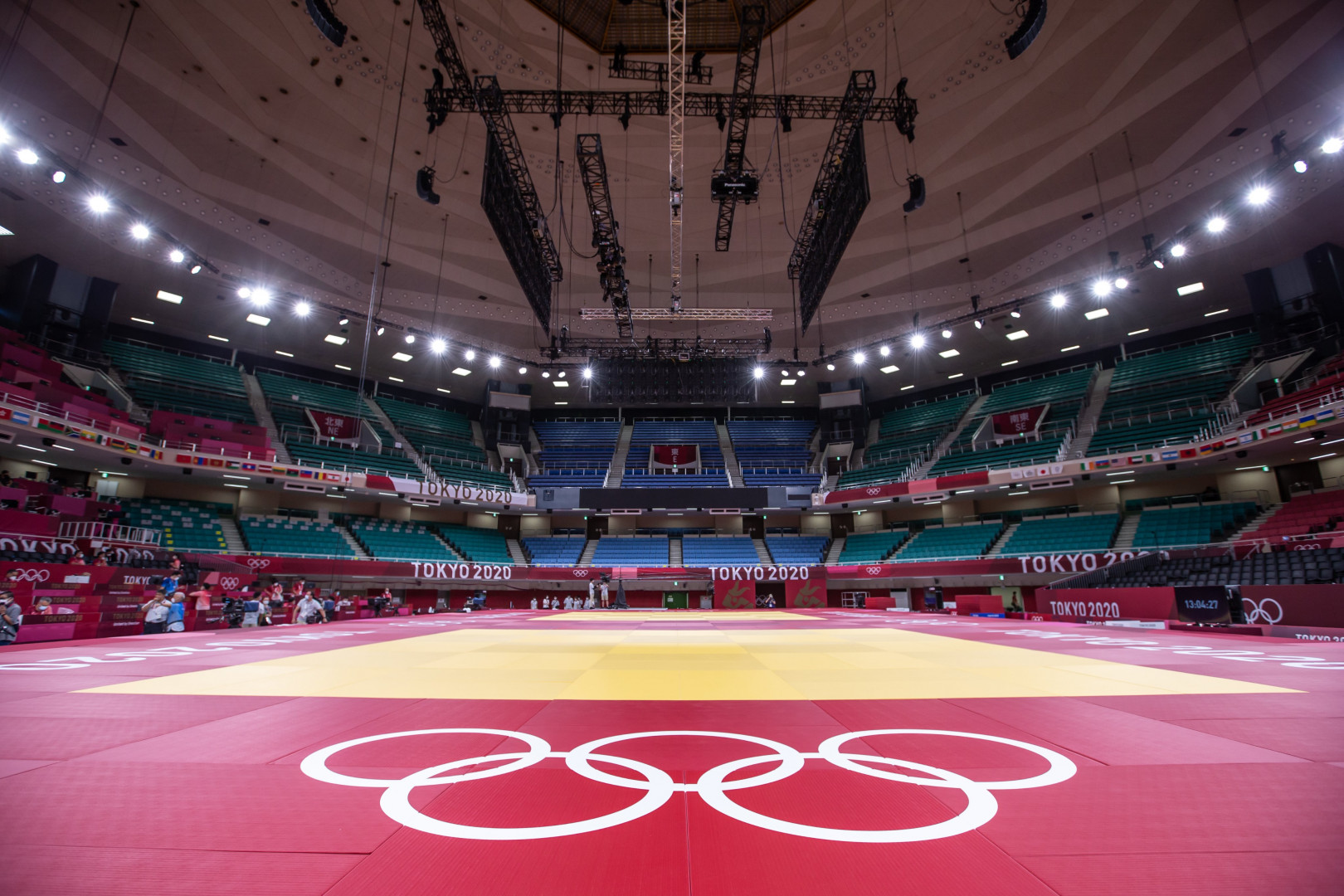
ورزشگاه برگزاری جودو المپیک ۲۰۲۰ توکیو

جودو یکی از ورزش‌های بازی‌های المپیک تابستانی ۲۰۲۰ در توکیو است که در دو بخش مردان و زنان با حضور ۳۸۶ جودوکار در ۷ وزن مردان و ۷ وزن زنان انجام شد.

## جدول مدال‌ها
*   کشور میزبان (ژاپن)
| رتبه            | کشور             | طلا | نقره | برنز | مجموع |
| --------------- | ---------------- | --- | ---- | ---- | ----- |
| ۱               | ژاپن*            | ۹   | ۲    | ۱    | ۱۲    |
| ۲               | فرانسه           | ۲   | ۳    | ۳    | ۸     |
| ۳               | کوزوو            | ۲   | ۰    | ۰    | ۲     |
| ۴               | گرجستان          | ۱   | ۳    | ۰    | ۴     |
| ۵               | جمهوری چک        | ۱   | ۰    | ۰    | ۱     |
| ۶               | آلمان            | ۰   | ۱    | ۲    | ۳     |
| ۶               | مغولستان         | ۰   | ۱    | ۲    | ۳     |
| ۶               | کره جنوبی        | ۰   | ۱    | ۲    | ۳     |
| ۹               | اتریش            | ۰   | ۱    | ۱    | ۲     |
| ۱۰              | اسلوونی          | ۰   | ۱    | ۰    | ۱     |
| ۱۰              | چین تایپه        | ۰   | ۱    | ۰    | ۱     |
| ۱۰              | کوبا             | ۰   | ۱    | ۰    | ۱     |
| ۱۳              | چین              | ۰   | ۰    | ۳    | ۳     |
| ۱۴              | ایتالیا          | ۰   | ۰    | ۲    | ۲     |
| ۱۴              | برزیل            | ۰   | ۰    | ۲    | ۲     |
| ۱۴              | کانادا           | ۰   | ۰    | ۲    | ۲     |
| ۱۷              | ازبکستان         | ۰   | ۰    | ۱    | ۱     |
| ۱۷              | اسرائیل          | ۰   | ۰    | ۱    | ۱     |
| ۱۷              | اوکراین          | ۰   | ۰    | ۱    | ۱     |
| ۱۷              | بریتانیای کبیر   | ۰   | ۰    | ۱    | ۱     |
| ۱۷              | بلژیک            | ۰   | ۰    | ۱    | ۱     |
| ۱۷              | جمهوری آذربایجان | ۰   | ۰    | ۱    | ۱     |
| ۱۷              | قزاقستان         | ۰   | ۰    | ۱    | ۱     |
| ۱۷              | مجارستان         | ۰   | ۰    | ۱    | ۱     |
| ۱۷              | هلند             | ۰   | ۰    | ۱    | ۱     |
| ۱۷              | پرتغال           | ۰   | ۰    | ۱    | ۱     |
| مجموع (۲۶ کشور) | مجموع (۲۶ کشور)  | ۱۵  | ۱۵   | ۳۰   | ۶۰    |

## مدال‌آوران

### مردان
| وزن          | طلا                      | نقره                         | برنز                                |
| ۶۰ کیلوگرم   | نائوهیسا تاکاتو · ژاپن   | یانگ یونگ-وی · چین تایپه     | یلدوس اسمتوف · قزاقستان             |
| ۶۰ کیلوگرم   | نائوهیسا تاکاتو · ژاپن   | یانگ یونگ-وی · چین تایپه     | لوکا مخیدزه · فرانسه                |
| ۶۶ کیلوگرم   | هیفومی آبه · ژاپن        | واژا مارگولاشویلی · گرجستان  | آن باول · کره جنوبی                 |
| ۶۶ کیلوگرم   | هیفومی آبه · ژاپن        | واژا مارگولاشویلی · گرجستان  | دنیل کارگنین · برزیل                |
| ۷۳ کیلوگرم   | شوهه اونو · ژاپن         | لاشا شاوداتواشویلی · گرجستان | آن چانگ-ریم · کره جنوبی             |
| ۷۳ کیلوگرم   | شوهه اونو · ژاپن         | لاشا شاوداتواشویلی · گرجستان | تسند-اوچیرین تسوگتباتار · مغولستان  |
| ۸۱ کیلوگرم   | تاکانوری ناگاسه · ژاپن   | سعید ملایی · مغولستان        | شامیل بورچاشویلی · اتریش            |
| ۸۱ کیلوگرم   | تاکانوری ناگاسه · ژاپن   | سعید ملایی · مغولستان        | ماتیاس کاس · بلژیک                  |
| ۹۰ کیلوگرم   | لاشا بکائوری · گرجستان   | ادوارد تریپل · آلمان         | دولت بوبونوف · ازبکستان             |
| ۹۰ کیلوگرم   | لاشا بکائوری · گرجستان   | ادوارد تریپل · آلمان         | کریستیان توت · مجارستان             |
| ۱۰۰ کیلوگرم  | آرون وولف · ژاپن         | چو گو-هام · کره جنوبی        | ژورژی فونسکا · پرتغال               |
| ۱۰۰ کیلوگرم  | آرون وولف · ژاپن         | چو گو-هام · کره جنوبی        | نیاز ایلیاسوف · کمیته المپیک روسیه  |
| +۱۰۰ کیلوگرم | لوکاش کرپالک · جمهوری چک | گورام توشیشویلی · گرجستان    | تدی رینر · فرانسه                   |
| +۱۰۰ کیلوگرم | لوکاش کرپالک · جمهوری چک | گورام توشیشویلی · گرجستان    | تامرلان باشائف · کمیته المپیک روسیه |

### زنان
| وزن         | طلا                      | نقره                      | برنز                                  |
| ۴۸ کیلوگرم  | دیستریا کراسنیچی · کوزوو | فونا توناکی · ژاپن        | داریا بیلودید · اوکراین               |
| ۴۸ کیلوگرم  | دیستریا کراسنیچی · کوزوو | فونا توناکی · ژاپن        | مونخباتین اورانتستسگ · مغولستان       |
| ۵۲ کیلوگرم  | اوتا آبه · ژاپن          | آماندین بوشار · فرانسه    | اودته جوفریدا · ایتالیا               |
| ۵۲ کیلوگرم  | اوتا آبه · ژاپن          | آماندین بوشار · فرانسه    | چلسی جایلز · بریتانیای کبیر           |
| ۵۷ کیلوگرم  | نورا گیاکووا · کوزوو     | سارا-لئونی سیزیک · فرانسه | جسیکا کلیمکیت · کانادا                |
| ۵۷ کیلوگرم  | نورا گیاکووا · کوزوو     | سارا-لئونی سیزیک · فرانسه | تسوکاسا یوشیدا · ژاپن                 |
| ۶۳ کیلوگرم  | کلاریس اگبگننو · فرانسه  | تینا ترستنجک · اسلوونی    | ماریا چنتراکیو · ایتالیا              |
| ۶۳ کیلوگرم  | کلاریس اگبگننو · فرانسه  | تینا ترستنجک · اسلوونی    | کاترین بوشما-پینار · کانادا           |
| ۷۰ کیلوگرم  | چیزورو آرای · ژاپن       | میشائیلا پولورس · اتریش   | مادینا تایمازووا · کمیته المپیک روسیه |
| ۷۰ کیلوگرم  | چیزورو آرای · ژاپن       | میشائیلا پولورس · اتریش   | سانه فن دیکه · هلند                   |
| ۷۸ کیلوگرم  | شوری هامادا · ژاپن       | مادلن مولونگا · فرانسه    | آنا ماریا-واگنر · آلمان               |
| ۷۸ کیلوگرم  | شوری هامادا · ژاپن       | مادلن مولونگا · فرانسه    | مایرا آگویار · برزیل                  |
| +۷۸ کیلوگرم | آکیرا سونه · ژاپن        | ایدالیس اورتیز · کوبا     | ایرینا کیندزرسکا · جمهوری آذربایجان   |
| +۷۸ کیلوگرم | آکیرا سونه · ژاپن        | ایدالیس اورتیز · کوبا     | رومان دیکو · فرانسه                   |

### تیمی
| بازی‌ها     | طلا | نقره | برنز |
| مختلط تیمی | فرانسه (FRA) · کلاریس اگبگننو · آماندین بوشار · گیوم شن · اکسل کلرژه · سارا-لئونی سیزیک · رومان دیکو · الکساندر ایدیر · کیلیان لو بلوش · مادلن مولونگا · مارگو پینو · تدی رینر | ژاپن (JPN) · هیفومی آبه · اوتا آبه · چیزورو آرای · شوری هامادا · هیسایوشی هاراساوا · شویچیرو موکای · تاکانوری ناگاسه · شوهه اونو · آکیرا سونه · میکو تاشیرو · آرون وولف · تسوکاسا یوشیدا | آلمان (GER) · یوهانس فرای · کارل-ریشارت فرای · یاسمین گرابوفسکی · کاتارینا منتس · دومینیک رسل · جوواونا اسکوچیمارو · سباستین زایده · تریزا اشتول · مارتینا ترایدوس · ادوارد تریپل · آنا ماریا-واگنر · ایگور وانتکه |
| مختلط تیمی | فرانسه (FRA) · کلاریس اگبگننو · آماندین بوشار · گیوم شن · اکسل کلرژه · سارا-لئونی سیزیک · رومان دیکو · الکساندر ایدیر · کیلیان لو بلوش · مادلن مولونگا · مارگو پینو · تدی رینر | ژاپن (JPN) · هیفومی آبه · اوتا آبه · چیزورو آرای · شوری هامادا · هیسایوشی هاراساوا · شویچیرو موکای · تاکانوری ناگاسه · شوهه اونو · آکیرا سونه · میکو تاشیرو · آرون وولف · تسوکاسا یوشیدا | اسرائیل (ISR) · توهار بوتبول · راز هرشکو · لی کوچمان · اینبار لانیر · ساگی موکی · تیمنا نلسون-لوی · پیتر پالتچیک · شیرا ریشونی · اور ساسون · گیلی شاریر · باروخ شمایلوف                                            |